# قماش شفاف
القماش الشفّاف هو قماش مصنوع باستخدام خيط رفيع أو حبك طبقة رقيقة. ينتج عن ذلك قطعة قماش شبه شفافة واهية. تصبح بعض الأقمشة شفافة عند البلل.

## نظرة عامة
على الرغم من أن الجوارب الشفافة كانت شائعة منذ عشرينيات القرن الماضي، وقد استخدمت في ملابس النوم النسائية لبعض الوقت، أصبح استخدام الأقمشة الشفافة في الملابس الأخرى أكثر شيوعاً في السنوات الأخيرة. كان هناك اتجاه للأزياء الشفافة في دوائر الموضة منذ عام 2008، مع الأقمشة الشفافة المستخدمة في الملابس الضيقة والطبقات واللفائف الأنثوية الرقيقة.

## معرض صور

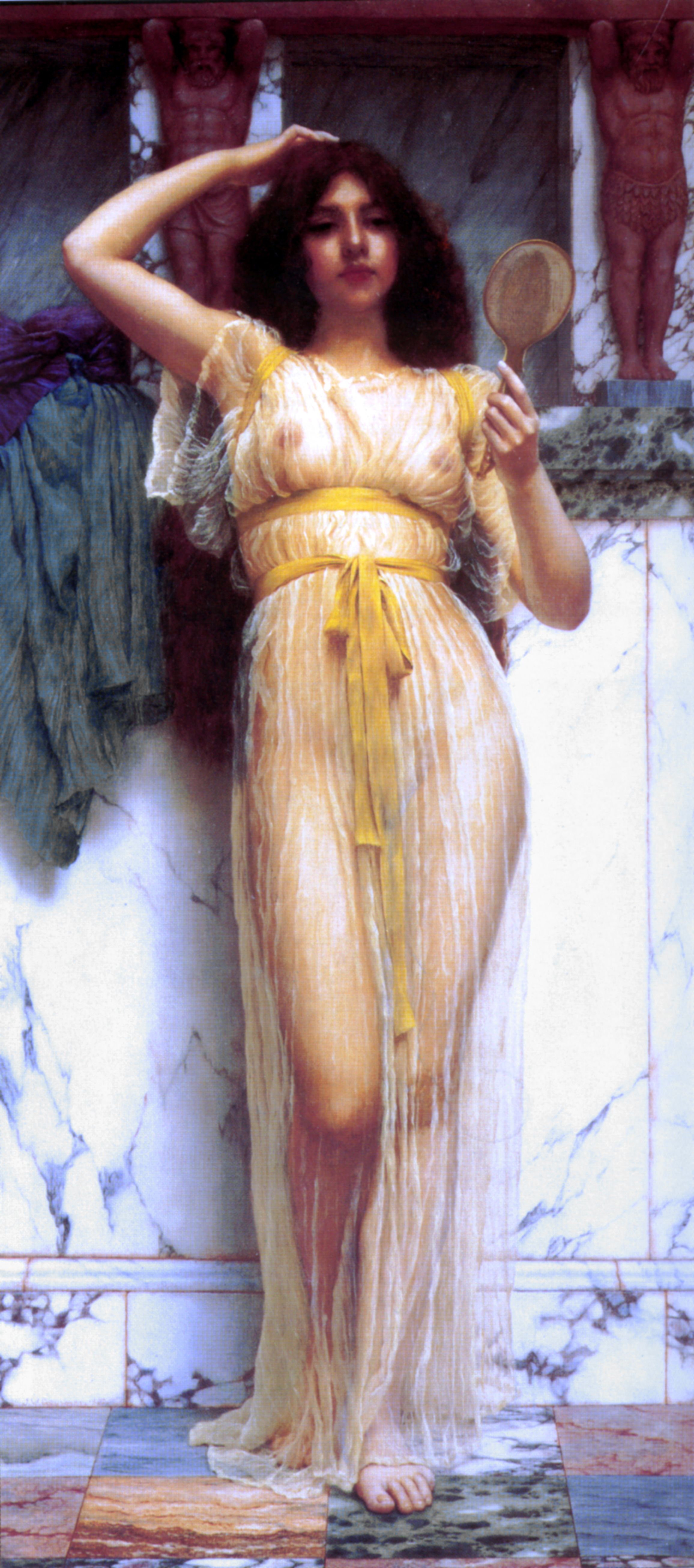
المرآة (1899) للرسام جون ويليام جودوارد.
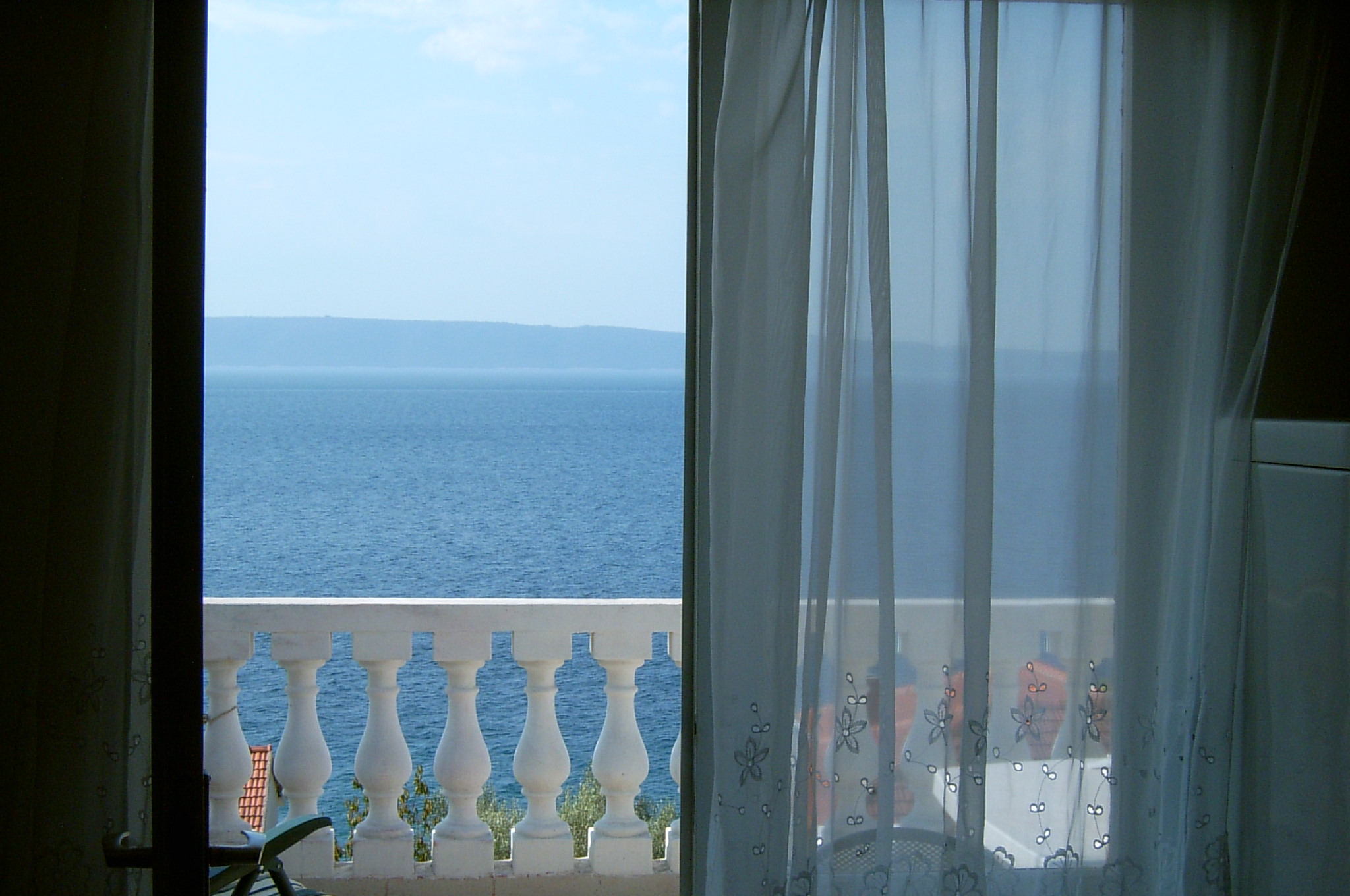
ستائر شفافة.
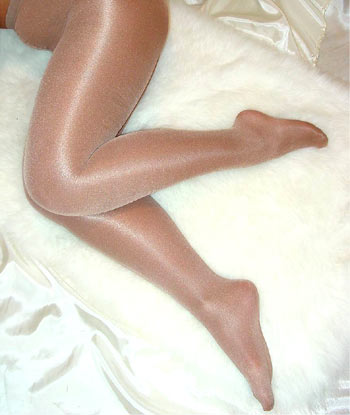
حزاك شفاف مصنوع من النايلون.